# Géorgie au Concours Eurovision de la chanson 2010

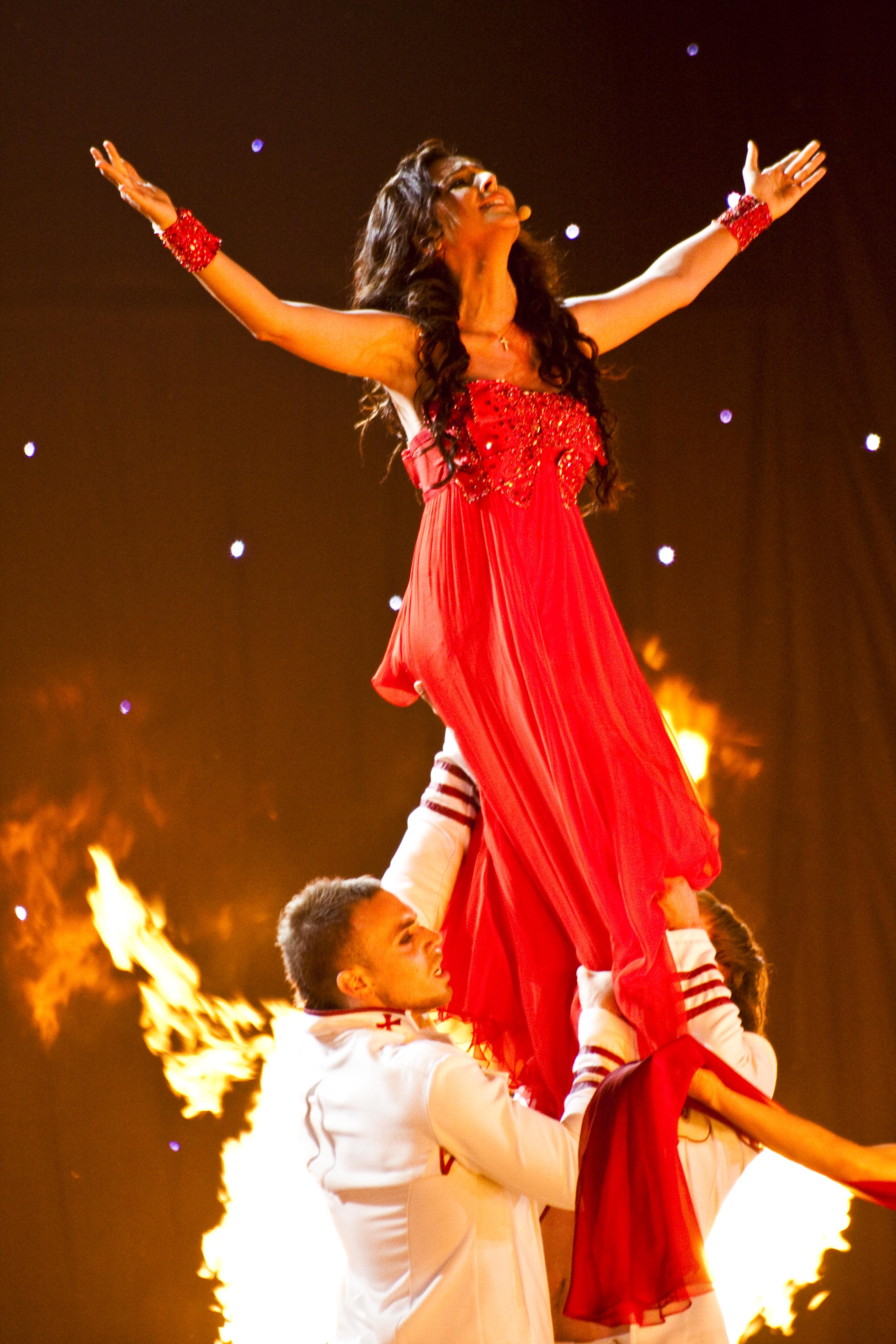
Sopho Nizharadze, représentant la Géorgie à l’Eurovision 2010

La Géorgie a participé au Concours Eurovision de la chanson 2010. Ils ont choisi en interne Sopho Nijaradze pour représenter le pays.

## Sélection de la chanson
| Ordre | Artiste         | Chanson         | Paroles (p) / Musique (m)                                                |
| ----- | --------------- | --------------- | ------------------------------------------------------------------------ |
| 1     | Sopho Nijaradze | "Our World"     | Mikheil Mdinaradze (m & p)                                               |
| 2     | Sopho Nijaradze | "Sing My Song " | Svika Pick (m & p)                                                       |
| 3     | Sopho Nijaradze | "Never Give In" | Tinatin Japaridze (m & p), Ben Robbins (m & p), Billy Livsey (m & p)     |
| 4     | Sopho Nijaradze | "For Eternity"  | Carlos Coelho (m & p), Andrej Babić (m & p)                              |
| 5     | Sopho Nijaradze | "Call Me"       | Brandon Stone (m & p)                                                    |
| 6     | Sopho Nijaradze | "Shine"         | Hanne Sørvaag (m & p), Harry Sommerdahl (m & p), Chistian Leuzzi (m & p) |